# Fonds suisse en faveur des victimes de l'Holocauste
Le  Fonds suisse en faveur des victimes de l'Holocauste  est un fonds créé par la Confédération en 1997  en geste de solidarité envers les persécutés du régime nazi. Ce fonds a été créé à la suite de l'affaire des comptes en déshérence dans les banques suisses.
C'est une action humanitaire indépendante de la question des comptes en déshérence et de l'Accord global de 1998 entre banques suisses et plaignants juifs.

## Dotation
- Donation initiale de 273 millions CHF offerte par des banques et des entreprises suisses, ainsi que par la Banque nationale suisse.
- Intérêts et des donations de particuliers pour quelque 25 millions CHF.

## Présidence
Il était présidé par Rolf Bloch.

## Activités du fonds
- Il a affecté 295 millions de CHF (200,6 millions EUR) à 312 215 bénéficiaires ;
- L'argent non affecté, soit environ 3 millions CHF, sera attribué par la Confédération à des organisations humanitaires ;
- Chaque bénéficiaire a reçu une somme comprise entre 600 et 2 000 CHF ;
- Bénéficiaires :
  - 255 078 personnes vivants dans les pays de l'Est et en Israël,
  - 41 512 persécutés politiques,
  - 13 763 Roms,
  - 1 649 « Justes des nations »,
  - 9 homosexuels,
  - 69 témoins de Jéhovah,
  - 103 chrétiens d'origine juive,
  - 32 personnes handicapées.